# Kamienica przy ulicy Mariackiej 7 w Katowicach
Kamienica przy ulicy Mariackiej 7 w Katowicach – kamienica mieszkalno-handlowa w Katowicach, znajdująca się przy ulicy Mariackiej 7 w dzielnicy Śródmieście. Została ona wybudowana w 1898 roku według projektu Paula Frantziocha w stylu historyzmu. 

## Historia

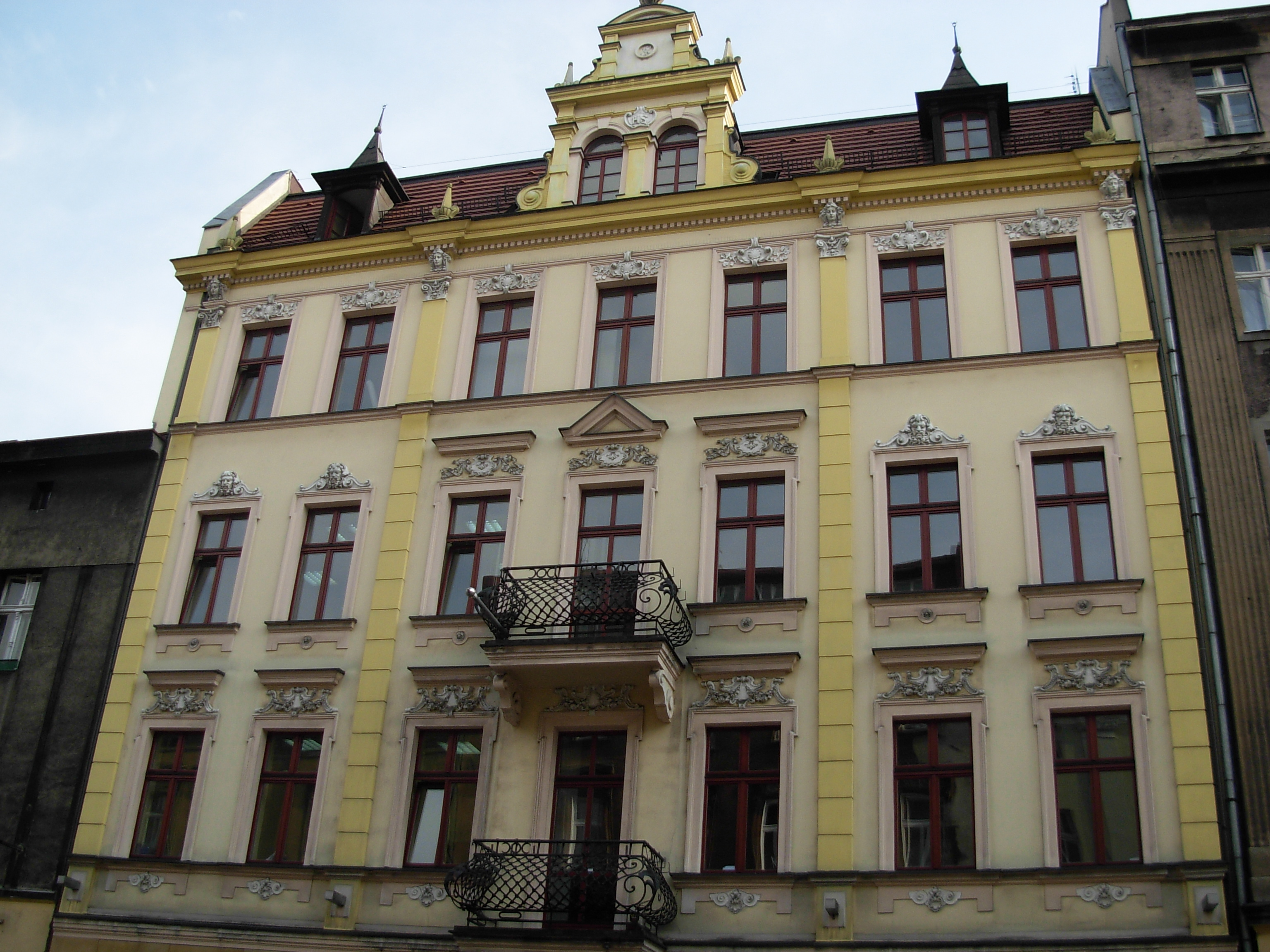
Górna część fasady w 2007 roku

Kamienica została wzniesiona w 1898 roku, a powstała ona na podstawie projektu opracowanego przez Paula Frantziocha. W 1922 roku dobudowano do kamienicy jedną z oficyn, a w 1930 roku drugą.
Właścicielem kamienicy w 1935 roku był Jan Wilk, a zamieszkiwana była ona wówczas przez osoby różnej profesji, w tym przez kupców, prawników czy lekarzy. Swoją siedzibę miały wówczas tutaj m.in.: krakowska pracownia futer P. Halperna, składnica wina Przyszkowskiego-Ryjewskiego, Zarząd Główny Centralnego Związku Zawodowego Polski czy skład elektrotechniczny Bergera i Heffnera. Ostatnia z tych placówek była katowickim oddziałem Elektronicznych Zakładów Przemysłowo-Handlowych z siedzibą w Krakowie przy ulicy św. Anny 3. Zakłady te wytwarzały materiały do instalacji świetlnych. W latach międzywojennych siedzibę przy ulicy Mariackiej 7 miała też prywatna szkoła filmowa Hugona Woźniaka, a także wytwórnia „Śląska Sztuka Kościelna”. Wytwórnia, będąca własnością Manysiowej była artystyczną pracownią sztandarów, chorągwi i szat liturgicznych.
W 1998 roku przeprowadzono kapitalny remont kamienicy. W tamach tych prac odrestaurowano polichromie i detale architektoniczne, także zrekonstruowano elewację na podstawie zachowanej dokumentacji. W 2014 roku kamienica przeszła kolejny remont fasady. Wykonawcą prac była firma projektowo-budowlana Konior, a inwestorem wspólnota mieszkaniowa.
Pod koniec lipca 2023 roku w systemie REGON zarejestrowanych było 19 aktywnych przedsiębiorstw z siedzibą przy ulicy Mariackiej 7, w tym m.in.: biuro nieruchomości, pracownia architektoniczna, kancelaria prawnicza, biura rachunkowo-prawne, biuro poselskie posła na Sejm RP Michała Wójcika czy lokale gastronomiczne.

## Charakterystyka
Kamienica mieszkalno-handlowa położona jest przy ulicy Mariackiej 7 w Katowicach, w granicach dzielnicy Śródmieście, w południowej pierzei zwartej zabudowy ulicy. Jest to budynek murowany z cegły, wzniesiony na planie prostokąta, a wraz z oficynami bocznymi na planie w kształcie litery „U”, zwieńczony dachem dwuspadowym z lukarnami. Powierzchnia zabudowy budynku wynosi 320 m². Liczy 5 kondygnacji nadziemnych i 1 podziemną.
Architektonicznie budynek cechuje się stylem historyzmu (bądź eklektyzmem). Bogata w zdobienia i dekoracje fasada jest siedmioosiowa i otynkowana, z wtórnie przbudowanym parterem. Na drugiej i trzeciej kondygnacji osi środkowej zachowały się balkony. Opaski okien mają neobarokową dekorację tynkową w postaci kartuszy i girland, a stolarka okienna jest czterokwaterowa ze ślemieniem. Fasadę wieńczy dekoracyjna dwuosiowa facjatka w neomanierystycznym obramieniu. 
Kamienica nie ma bramy przejazdowej, a schody na klatce schodowej są oryginalne, dwubiegowe, stalowe i z drewnianą balustradą.
Kamienica wpisana jest do gminnej ewidencji zabytków miasta Katowice.